# Elba (Wein)
Unter der Bezeichnung Elba DOC werden verschiedene Weiß-, Rot-, Rosé- und Schaumweine sowie Vin Santo auf der italienischen Insel Elba (Region Toskana) erzeugt. Die Weine besitzen seit 1967 eine „kontrollierte Herkunftsbezeichnung“ (Denominazione di origine controllata – DOC), die zuletzt am 7. März 2014 aktualisiert wurde.

## Anbaugebiet
Anbau und Vinifikation der Weine dürfen ausschließlich in den Gemeinden der Insel Elba erfolgen.

## Erzeugung
Folgende Weintypen dürfen erzeugt werden:
- Elba Rosso und Elba Rosso „Riserva“: mindestens 60 % Sangiovese, höchstens 40 % andere rote Rebsorten, die für den Anbau in der Region Toskana zugelassen sind, dürfen – einzeln oder gemeinsam –  zugesetzt werden.
- Elba Rosato und Elba Vin Santo Occhio di Pernice: mindestens 60 % Sangiovese, höchstens 40 % andere rote Rebsorten, die für den Anbau in der Region Toskana zugelassen sind, dürfen – einzeln oder gemeinsam – zugesetzt werden. Weiterhin können maximal 20 %  andere weiße Rebsorten, die für den Anbau in der Region Toskana zugelassen sind, dürfen zugesetzt werden.
- Elba Bianco, Elba Bianco Spumante und Elba Vin santo: 10–70 % Trebbiano toscano, 10–70 % Ansonica und/oder Vermentino dürfen verwendet werden. Höchstens 15 % andere weiße Rebsorten, die für den Anbau in der Region Toskana zugelassen sind, dürfen zugesetzt werden.
- Bei den folgenden Weinen muss die genannte Rebsorte zu mindestens 85 % enthalten sein. Höchstens 15 % andere weiße Rebsorten, die für den Anbau in der Region Toskana zugelassen sind, dürfen zugesetzt werden.
  - Elba Ansonica und Elba Ansonica passito
  - Elba Vermentino
  - Elba Trebbiano oder Elba Procanico (lokaler Name)
- Elba Moscato Passito: 100 % Moscato
- Elba Bianco Passito: 70–100 % Ansonica, Moscato, Trebbiano toscano, Vermentino. Höchstens 30 % andere weiße Rebsorten, die für den Anbau in der Region Toskana zugelassen sind, dürfen zugesetzt werden.

Die Elba Rosso-Weine müssen mindestens 24 Monate gereift sein, davon mind. 12 Monate im Holzfass  (ab dem 1. November des Erntejahres gerechnet).

## Beschreibung
Gemäß Denomination: (Auszug)

### Elba Bianco
- Farbe: blasses strohgelb bis strohgelb
- Geruch: zart, mehr oder weniger fruchtig
- Geschmack: trocken und harmonisch
- Alkoholgehalt: mindestens 11,0 Vol.-%
- Säuregehalt: mind. 5,0 g/l
- Trockenextrakt: mind. 15,0 g/l

### Elba Bianco Spumante
- Perlage: fein und anhaltend
- Farbe: mehr oder weniger intensives strohgelb
- Geruch: zart, leicht
- Geschmack: trocken, harmonisch
- Alkoholgehalt: mindestens 11,5 Vol.-%
- Säuregehalt: mind. 5,5 g/l
- Trockenextrakt: mind. 14,0 g/l

### Elba Ansonica
- Farbe: blasses strohgelb bis strohgelb
- Geruch: zart, charakteristisch
- Geschmack: trocken und harmonisch
- Alkoholgehalt: mindestens 11,5 Vol.-%
- Säuregehalt: mind. 5,0 g/l
- Trockenextrakt: mind. 15,0 g/l

### Elba Vermentino
- Farbe: blasses strohgelb bis strohgelb
- Geruch: zart und fruchtig
- Geschmack: trocken und harmonisch
- Alkoholgehalt: mindestens 11,5 Vol.-%
- Säuregehalt: mind. 5,0 g/l
- Trockenextrakt: mind. 15,0 g/l

### Elba Rosso
- Farbe: rubinrot
- Geruch: weinig, zart
- Geschmack: trocken, harmonisch, trocken
- Alkoholgehalt: mindestens 11,5 Vol.-%, für „Riserva“ 12,5 Vol.-%
- Säuregehalt: mind. 5,0 g/l
- Trockenextrakt: mind. 21,0 g/l, für „Riserva“ 24 g/l

### Elba Sangiovese
- Farbe: rubinrot
- Geruch: weinig, fein
- Geschmack: trocken, harmonisch
- Alkoholgehalt: mindestens 11,5 Vol.-%
- Säuregehalt: mind. 5,0 g/l
- Trockenextrakt: mind. 21,0 g/l